# Куплеваский, Николай Осипович
Николай Осипович (Иосифович) Куплеваский (24 декабря 1847 (5 января 1848) — не ранее 1918) — русский правовед, заслуженный профессор и ректор Харьковского университета (1901—1905).

## Биография

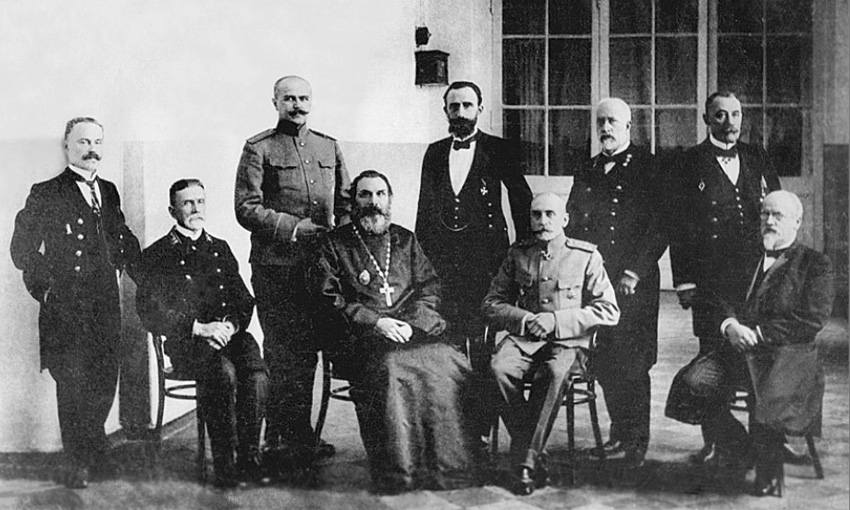
Русские правоведы. Начало XX века. Санкт-Петербург. Н. О. Куплевский — сидит крайний слева.

Родился 24 декабря 1847 (5 января 1848) года в Орехове Таврической губернии в семье штатного смотрителя уездного училища. После смерти отца в 1851 году, жил с матерью в Киеве. В 1858 году был привезён к родственникам в Харьков, где поступил учиться во 2-ю Харьковскую гимназию — сначала приходящим учеником, затем казённокоштным пансионером. В 1865 году окончил гимназию с золотой медалью и поступил вольнослушателем на юридический факультет Харьковского университета. С 1867 по 1869 год по болезни не учился; затем возобновил обучение со 2-го курса и окончил университет кандидатом права в 1872 году. С 1873 года оставлен стипендиатом при кафедре государственного права для подготовки к профессорскому званию. В 1875 году был командирован в киевский университет, где занимался под руководством профессора А. В. Романовича-Славатинского и слушал лекции профессора М. Ф. Владимирского-Буданова. В Киеве сдал магистерские экзамены и в 1877 году защитил диссертацию pro venia legendi (на право преподавания) по теме: «Состояние сельской общины в XVII веке на дворцовых землях и землях духовных и светских владельцев», получил звание приват-доцента и в сентябре начал читать лекции по государственному праву в Харьковском университете. Через два года защитил магистерскую диссертацию «Административная юстиция в Западной Европе. Вып. 1: Административная юстиция во Франции» и был избран штатным доцентом. В течение двух лет (1880—1882) находился в научной командировке во Франции и Германии.
После защиты 1888 году докторской диссертации на тему: «Государственная служба по теории и действующему праву Англии, Франции, Германии и Цислейтанской Австрии» был утверждён в звании экстраординарного профессора; с 1890 года — ординарный профессор, с 1902 года — заслуженный профессор кафедры государственного права Харьковского университета. 
Напечатал две диссертации: «Административная юстиция в Западной Европе. Вып. I. Административная юстиция во Франции» (Харьков, 1879) и «Государственная служба в теории и в иностранном действующем праве» (Харьков, 1888), а также «Русское государственное право» (т. I, Харьков, 1894) и статьи: «О пределах повиновения незаконным распоряжениям и действиям должностных лиц» («Юридический Вестник». — 1886. — № 9) и др. Последняя статья вызвала возражение И. Г. Щегловитова и ответ Куплеваского в «Юридическом Вестнике» (1887. — № 5).
Стал первым выборным ректором Харьковского университета (сентябрь 1905 — октябрь 1906).
Один из учредителей Харьковского юридического общества (1901) и Всероссийского национального союза (1908). Член-учредитель Русского Окраинного Общества.
С 1907 года служил в Санкт-Петербурге: был профессором государственного права Императорского училища правоведения, членом учёного комитета Министерства народного просвещения.
Был произведён в действительные статские советники 1 января 1899 года. Награждён орденами Святой Анны 2-й степени (1896), Святого Владимира 3-й степени (1902), Святого Станислава 1-й степени (1905).
Осенью 1917 года вернулся в Украину, поселился в Южном. В последние месяцы Украинской державы принимал участие в работе комиссии, разрабатывавшей положения о выборах в Государственный сейм Украинского Государства. Дальнейшая судьба неизвестна.

## Примечание
1. ↑  Куплеваский, Николай Осипович // Энциклопедический словарь Брокгауза и Ефрона : в 86 т. (82 т. и 4 доп.). — СПб., 1890—1907.
2. ↑  Биография в «Большой энциклопедии русского народа». Дата обращения: 19 января 2009. Архивировано из оригинала 10 июня 2015 года.
3. ↑  Андрей Иванов. На страже русских интересов Архивная копия от 4 июня 2007 на Wayback Machine (1908)
4. ↑  Куплеваский Николай Иосифович Архивная копия от 24 марта 2024 на Wayback Machine // Список гражданским чинам IV класса : Испр. по 1-е марта 1908 г. — С. 651.